# Kręgi piersiowe
Kręgi piersiowe (łac. vertebrae thoracicae, skrót Th) – kręgi należące do odcinka piersiowego kręgosłupa. Kręgi odcinka piersiowego mają powierzchnie stawowe łączące się z żebrami – dołki żebrowe doczaszkowe i doogonowe na trzonach kręgów oraz dołki żebrowe wyrostka poprzecznego. Na wyrostkach poprzecznych ulokowane są wyrostki suteczkowate. Kręgi tego odcinka charakteryzuje krótki trzon oraz spłaszczone głowy i doły. Związane jest to ze słabą ruchomością tego odcinka kręgosłupa. Wyrostki kolczyste przeważnie są wysokie oraz odchylone w tył. Istnieją również kręgi przeciwpochyłe (vertebra anticlinalis) czy też przeponowe (vertebra diaphragmatica), których wyrostki kolczyste nie są odchylone. U człowieka to kręg XI, u owcy i psa X, u kozy i świni XII, u bydła XIII, natomiast u konia XVI.
W odróżnieniu od kręgów szyjnych liczba kręgów piersiowych u ssaków jest gatunkowo zmienna. U człowieka jest to 12, u psów, kota, bydła, owcy, jelenia szlachetnego (Cervus elaphus) oraz kozy 13, u świni 14–15, natomiast u konia 18.
U ptaków część kręgów piersiowych może być zrośnięta w notarium, można je odnaleźć wśród 5 rzędów ptaków innych, niż wróblowe (stan wiedzy z 1982), odmiennych w swej ekologii; notarium obecne jest również u niektórych wróblowych. Jest to jeden z trzech zrostów kości spotykanych u ptaków, pozostałymi są: synsakrum i pygostyl. Ptasie kręgi piersiowe mogą być zrośnięte tylko w niewielkim stopniu, np. wyłącznie wyrostkami kolczystymi.

## Galeria

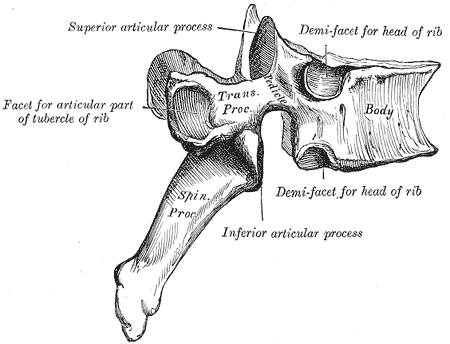
Kręg piersiowy człowieka (widok boczny)
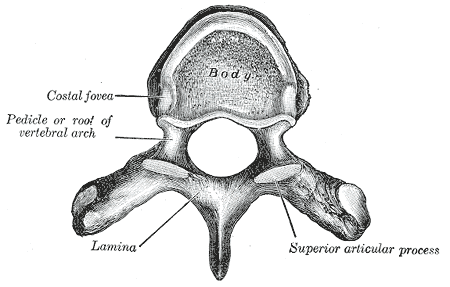
Kręg piersiowy człowieka (widok z góry)
Kręgi piersiowe człowieka
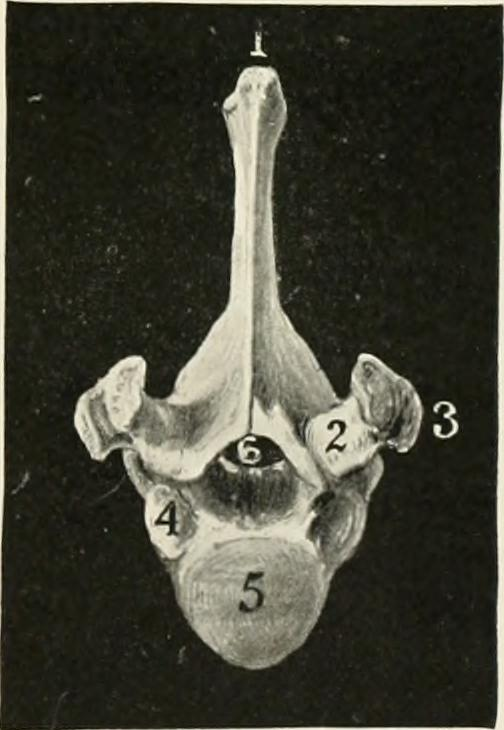
Kręg piersiowy konia. Dołki żebrowe widoczne pod numerem 4.
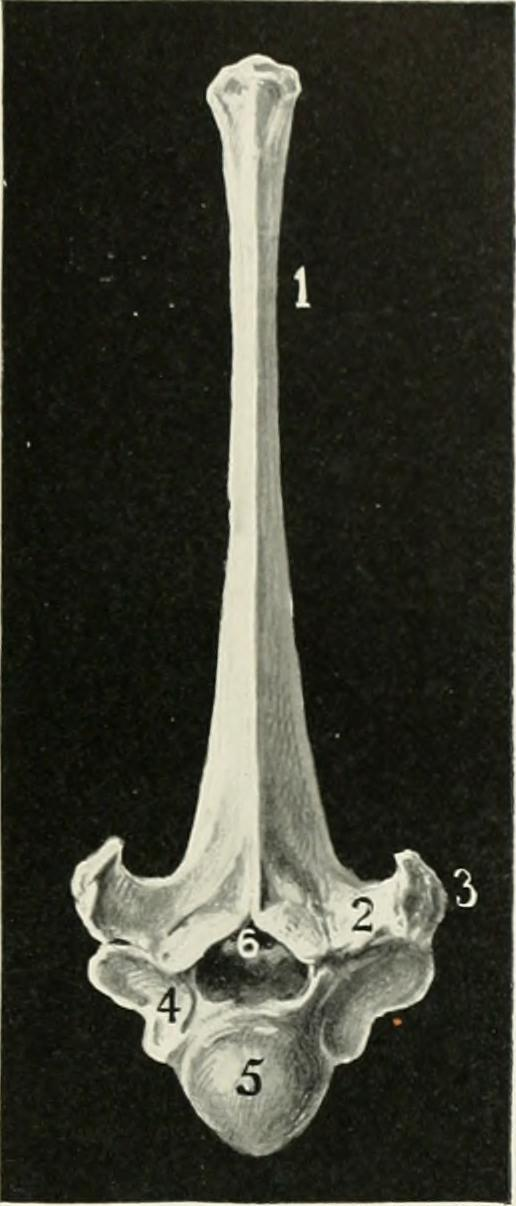
Kręg piersiowy konia z bardzo dobrze rozwiniętym wyrostkiem kolczystym.
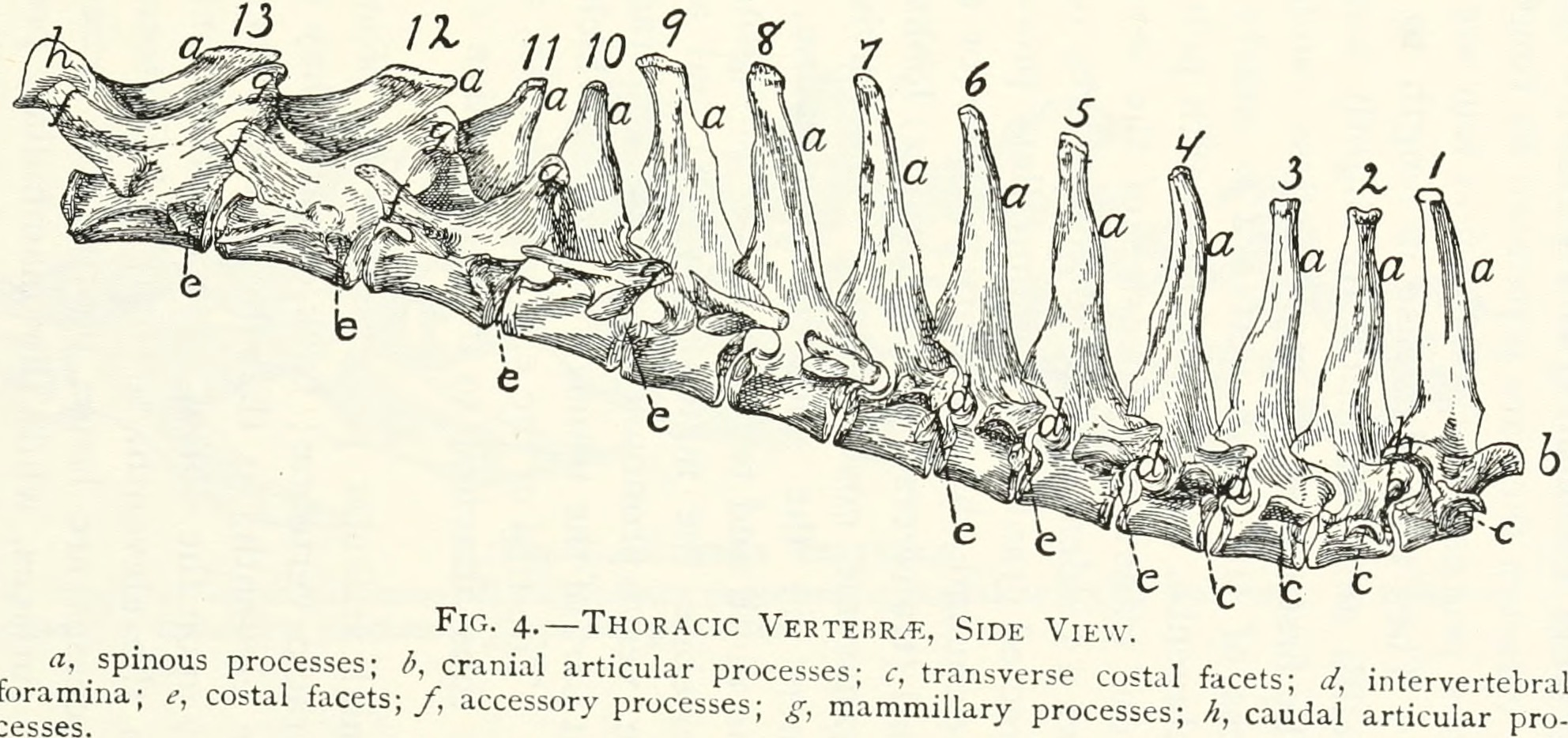
Kręgi piersiowe kota